# Angerona dominans
Angerona dominans är en fjärilsart som beskrevs av Felix Bryk 1942. Angerona dominans ingår i släktet Angerona och familjen mätare. Inga underarter finns listade i Catalogue of Life.